# Pericnemis bonita
Pericnemis bonita is een libellensoort uit de familie van de waterjuffers (Coenagrionidae), onderorde juffers (Zygoptera).
De wetenschappelijke naam van de soort is voor het eerst geldig gepubliceerd in 1939 als Amphicnemis bonita door Needham & Gyger.